# Aleksander Aleksiejew
Aleksandr Aleksiejewicz Aleksiejew, Alexandre Alexeïeff (ros. Александр Алексеевич Алексеев, ur. 1 sierpnia 1901 w Kazaniu, zm. 9 sierpnia 1982 w Paryżu) – francuski twórca animacji i ilustrator pochodzenia rosyjskiego, tworzący także wspólnie z żoną, Claire Parker.

## Życiorys
Urodził się w 1901 roku w Kazaniu, dzieciństwo spędził w okolicy Konstantynopolu gdzie jego ojciec był wojskowym attaché. Gdy wybuchła rewolucja październikowa Aleksiejew był w wojsku jako kadet. W 1921 roku opuścił na zawsze Związek Radziecki wyjeżdżając do Francji, gdzie rozpoczął swoją karierę ilustratora i twórcy animacji poklatkowych. W 1930 roku poślubił amerykańską studentkę sztuki, Claire Parker (1910–1981). Pracowali odtąd razem. Do zasług Aleksiejewa zalicza się rozwinięcie techniki "pin screen" (w ten sposób jest między innymi stworzona ich animacja z 1963 roku, Nos). Byli również autorami wielu filmów reklamowych. 

## Filmografia
- 1933 Night on Bald Mountain (Eine Nacht auf dem kahlen Berge)
- 1935 Parade of the Hats (Parade de chapeaux)
- 1935 Sleeping Beauty (La Belle au bois dormant)
- 1938 Balatum
- 1938 Huilor
- 1938 Jaffa's Oranges (Les Oranges de Jaffa)
- 1943 In Passing (En passant)
- 1944 Popular Songs nº 5 (Chants populaires nº 5)
- 1951 Smoked (Fumées)
- 1952 Masks (Masques)
- 1954 Nocturne
- 1955 The Sap of the Earth (La Sève de la terre)
- 1957 Hundred Per Cent (Cent pour cent)
- 1958 Anonymous Automation (Anonyme automation)
- 1960 Recreation (Divertissement)
- 1962 sekwencja tytułowa do Procesu Orsona Wellesa
- 1963 The Nose (Le Nez)
- 1966 Water (L'Eau)
- 1972 Pictures at an Exhibition
- 1980 Three Moods (Trois thèmes)